# サリバンズアイランド (サウスカロライナ州)
サリバンズアイランド（英: Sullivan's Island）は、アメリカ合衆国サウスカロライナ州チャールストン郡に属する町である。チャールストン港の入口にある。2010年国勢調査での人口は1,911人だった。ベン・ソーヤー橋で北のマウントプレザントの町と繋がれ、ブリーチ・インレットに架かる橋で東のアイル・オブ・パームズ市と繋がれている。サリバンズアイランドの町はサリバン島そのものであり、アイル・オブ・パームズ市はやはりパームズ島の上にある。これらの島はシー諸島と呼ばれる一連のバリアー島の一部である。共にチャールストン・ノースチャールストン大都市圏に含まれており、都市圏全体では2010年時点で66万人を超えている。この都市圏はアメリカ合衆国行政管理予算局が定義し、アメリカ合衆国国勢調査局が統計目的で利用しているものである。
サリバンズアイランドはアメリカ独立戦争のときにサリバン砦があり、1776年6月28日に大きな戦闘があった。イギリス領北アメリカに連れて来られたアフリカ人奴隷の約40%はこの島から入国した。これはニューヨーク市のエリス島と状況がよく似ている。

## 歴史
17世紀にフローレンス・オサリバン船長が灯台守として住んでいたので、当初はオサリバン島と呼ばれていた。オサリバンはチャールストン市を設立したイングランド人とアイルランド人を運んできた船隊の1隻の船長だった。1671年、オサリバンは測量監督になった。カロライナ植民地に来たアイルランド移民の初期記録の中にその名が見られ、「アイルランドのキングセイル（現キンセイル）で」乗船とされている。
サリバン島はイギリス領北アメリカ植民地に連れて来られたアフリカ人奴隷の約40%（約20万人）以上が上陸した港であり、北アメリカ最大の奴隷貿易港だった。現在アメリカ合衆国に住むアフリカ系アメリカ人の半分近くが、サリバン島を通過した祖先を持つと推計されている。作家トニ・モリスンは1989年に「記念碑も、銘板も、花輪や壁も、公園も、高層ビルのロビーも適当なものがない」と語っていた。「300フィートの塔も無ければ、道路際の小さなベンチも無い」と続けた。2008年7月26日、トニ・モリスン協会は奴隷貿易の記念のためにサリバン島に小さなベンチを寄付した。
チャールストンのアルバート・ウィーラー・トッドがこの島の町役場を設計した。

### ムールトリー砦

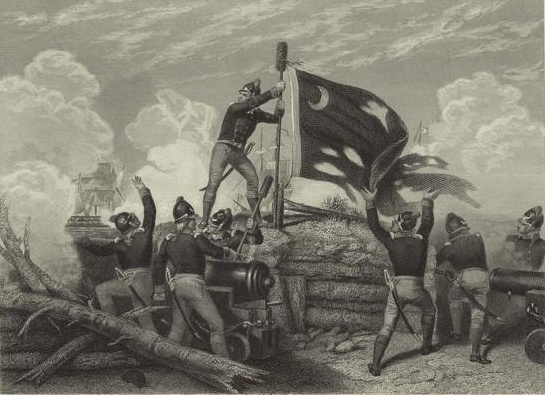
ムールトリーの旗、自由の旗とも呼ばれる。イギリス軍の侵入に耐えた後にムールトリー砦の上に翻った

自由の旗

アメリカ独立戦争中の1776年6月28日、イギリス軍北アメリカ総司令官ヘンリー・クリントン将軍の軍隊が、ピーター・パーカーの軍船マン・オブ・ウォーで渡って来て、島に攻撃を掛けた。ウィリアム・ムールトリー大佐が指揮する植民地軍が、まだ完工していなかった砦を守り抜いた。砦の壁は椰子の木で造られその間が砂で埋められていたので、イギリス軍の砲弾は効果が無かった。壁を越えてきた砲弾だけが多少の損失を与えた。
この戦闘中ムールトリーがデザインした旗が砦の上に翻っていた。それは暗青の生地に三日月が描かれ、「自由」という言葉が書かれていた。この旗が砲弾で撃ち落とされたときに、ウィリアム・ジャスパー軍曹がそれを拾い上げて高く掲げ、新しい掲揚台が設置されるまで兵士達を鼓舞し続けたとされている。この転換点となった戦闘の重要さ故に、この旗はサウスカロライナ、南部、およびアメリカ合衆国全体の自由のシンボルになった。
サリバン島の戦いは、その日の兵士を鼓舞するために使われたムールトリーの旗に白いヤシの木を追加し、サウスカロライナ州旗として記念されている。この勝利は毎年カロライナの日として祝われている。
島の歴史はムールトリー砦の歴史そのものであり、チャールストン市の防衛のために司令基地として使われていたが、1940年代後半に閉鎖された。

### ハリケーン・ヒューゴ
1989年9月23日、ハリケーン・ヒューゴがサリバン島近くの海岸で上陸した。それに続く破壊に備えられていた者は少なかった。ハリケーンの目が直接サリバン島の上を通過した。ベン・ソーヤー橋が被害にあった。この跳ね橋はその継ぎ手のところが壊れ、嵐が去るまでに、橋げたの一端が水の中に、他方が空を指している状態になった。サリバンズアイランド警察署長のジャック・リリーンが、橋の壊れる前に最後に島を出た者となった。

## 地理
アメリカ合衆国国勢調査局に拠れば、郡域全面積は3.3平方マイル (8.5 km2)であり、このうち陸地2.4平方マイル (6.2 km2)、水域は0.9平方マイル (2.3 km2)で水域率は27.11%である

## 人口動態

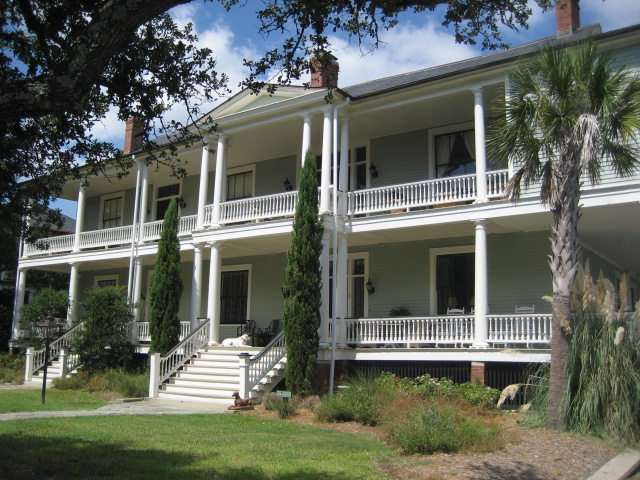
1900年頃の集合住宅

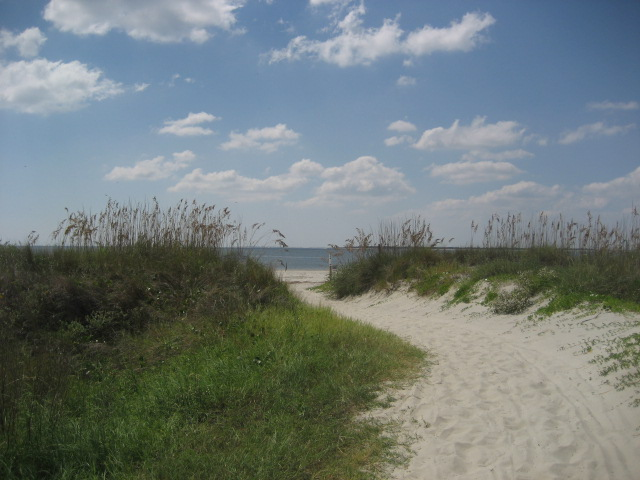
サリバン島の海浜

以下は2000年の国勢調査による人口統計データである。
| 基礎データ - 人口: 1,911 人 - 世帯数: 797 世帯 - 家族数: 483 家族 - 人口密度: 303.6人/km2（787.2 人/mi2） - 住居数: 1,045 軒 - 住居密度: 166.0軒/km2（430.5 軒/mi2） 人種別人口構成 - 白人: 98.74% - アフリカン・アメリカン: 0.63% - ネイティブ・アメリカン: 0.05% - アジア人: 0.16% - その他の人種: 0.42% - ヒスパニック・ラテン系: 0.84% | 年齢別人口構成 - 18歳未満: 24.0% - 18-24歳: 5.0% - 25-44歳: 29.0% - 45-64歳: 31.0% - 65歳以上: 10.9% - 年齢の中央値: 41歳 - 性比（女性100人あたり男性の人口） - 総人口: 100.7 - 18歳以上: 97.7 世帯と家族（対世帯数） - 18歳未満の子供がいる: 29.1% - 結婚・同居している夫婦: 50.9% - 未婚・離婚・死別女性が世帯主: 7.0% - 非家族世帯: 39.3% - 単身世帯: 29.9% - 65歳以上の老人1人暮らし: 7.0% - 平均構成人数 - 世帯: 2.40人 - 家族: 3.01人 | 収入と家計 - 収入の中央値 - 世帯: 72,955米ドル - 家族: 96,455米ドル - 性別 - 男性: 58,571米ドル - 女性: 41,029米ドル - 人口1人あたり収入: 49,427米ドル - 貧困線以下 - 対人口: 4.2% - 対家族数: 1.4% - 18歳以下: 2.2% - 65歳以上: 0.9% |

一人当たり不動産費用はアメリカ合衆国内でも最高クラスにある。島の大きさが小さく、住人の多くが高価な家屋を造ったからであり、最も高いという訳ではない。

## 文学における引用
作家エドガー・アラン・ポーが1827年11月から1828年12月までムールトリー砦に駐屯していた。この島はその短編小説『黄金虫』（1843年）の大半で舞台に使われている。ポーの短編『The Balloon-Hoax』では、気球でイギリスからサリバン島まで3日間で渡ったことになっている（"Hoax" は悪戯である）。改装された砲台を使う町の図書館はこの詩人にちなんで名付けられ、通りの名前も物語詩『大鴉』（1845年）にちなんで大鴉通りや、黄金虫通りと名付けられて、ポーの作品を偲んでいる。
作家ドロテア・ベントン・フランクの小説『サリバンの島』、作家パット・コンロイの小説『海浜の音楽』（1995年）や半自叙伝回想録『ザ・ブー』（1970年）は、サリバン島が舞台になっている。

## その他の引用

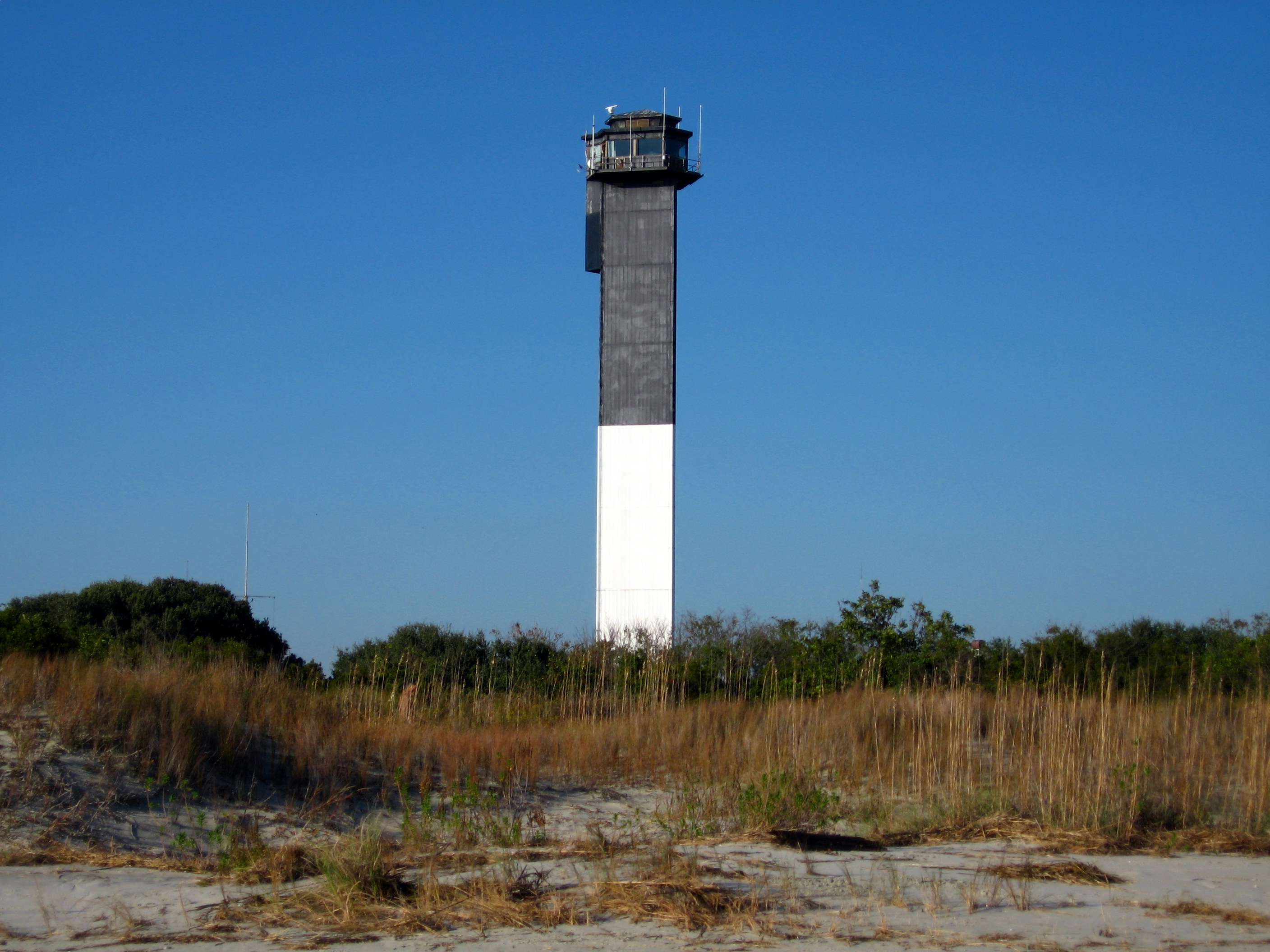
チャールストン灯台

水中考古学のパイオニア、E・リー・スペンスは、1960年代から1970年代に長くサリバンズアイランドに住んでおり、海岸沿いで多くの難船を発見した。その中には南北戦争の封鎖破り船であるフローラ、ベアトリス、ストノ、フラミンゴ、プリンス・アルバート、セルト（コルト）が含まれている。
1981年、冒険小説家であり海洋考古学者のクライブ・カッスラーとその組織全米水中海洋機関がサリバン島沖で封鎖破り船ラクーンの残骸を発見した。
サリバンズアイランド町はその歴史の大半でムールトリービルと呼ばれ、島の南西半分を占めていた。後に島の北東半分にあったアトランティックビルと合併し、サリバンズアイランド町となった。
1962年、新しいチャールストン灯台が建設された。
2006年5月、サリバンズアイランド町はサウスカロライナ州で初めて、公的な場所全てで喫煙を禁じる自治体になった。この条例は票決4対2で成立し、6月に効力を発揮した。
サリバンズアイランド町の地区や資産がアメリカ合衆国国家歴史登録財に指定されている。以下はそのリストである。
- アトランティックビル歴史地区[10]
- ムールトリービル歴史地区[11]
- サリバンズアイランド歴史地区[12]
- ムールトリー砦歴史地区[13]
- アメリカ沿岸警備隊歴史地区[14]
- ガズデン砲台[15]とトムソン砲台[16]